# Pseuderanthemum chocoense
Pseuderanthemum chocoense är en akantusväxtart som beskrevs av Emery Clarence Leonard. Pseuderanthemum chocoense ingår i släktet Pseuderanthemum och familjen akantusväxter. Inga underarter finns listade i Catalogue of Life.